# 서울성심병원
서울성심병원은 서울특별시 동대문구 왕산로 259 에 위치한 종합병원이다.
인공 관절 분야 전문 병원으로 알려져 있으며, 인공신장과 통증 분야에 대해 특화 진료를 운영하고 있다. 그 밖에도 내과, 외과, 정형외과, 산부인과 등도 진료하고 있다.

## 연혁
- 1995년 7월 병원 이전 개원식
- 1998년 8월 별관 증축 준공 (지상 6층, 지하 2층)
- 2000년 12월 본관 증축 준공 (지상 10층, 지하 2층)
- 2001년 3월 병실 51실, 202병상으로 증설
- 2005년 8월 본관 증축 공사 완공